# Robert Lucas
Robert Lucas foi um político estadunidense que exerceu mandato como governador do estado de Ohio e foi o primeiro governador territorial de Iowa.